# Саммі Боссу
Саммі Боссу (фр. Sammy Bossut, нар. 11 серпня 1985, Тілт) — бельгійський футболіст, воротар клубу «Зюлте-Варегем» та національної збірної Бельгії.

## Клубна кар'єра
У дорослому футболі дебютував 2003 року виступами за команду клубу «Інгельмюнстер», в якій провів три сезони, взявши участь лише у 8 матчах чемпіонату. 
До складу клубу «Зюлте-Варегем» приєднався 2006 року. Відтоді встиг відіграти за команду з Варегема понад 200 матчів у національному чемпіонаті.

## Виступи за збірну
26 травня 2014 року дебютував в офіційних матчах у складі національної збірної Бельгії товариською грою проти збірної Люксембургу. А вже за тиждень був включений до заявки національної команди для участі у фінальній частині чемпіонату світу 2014 року у Бразилії.

## Титули і досягнення
- Володар Кубок Бельгії (1):

«Зюлте-Варегем»: 2016-17